# Peng Pai

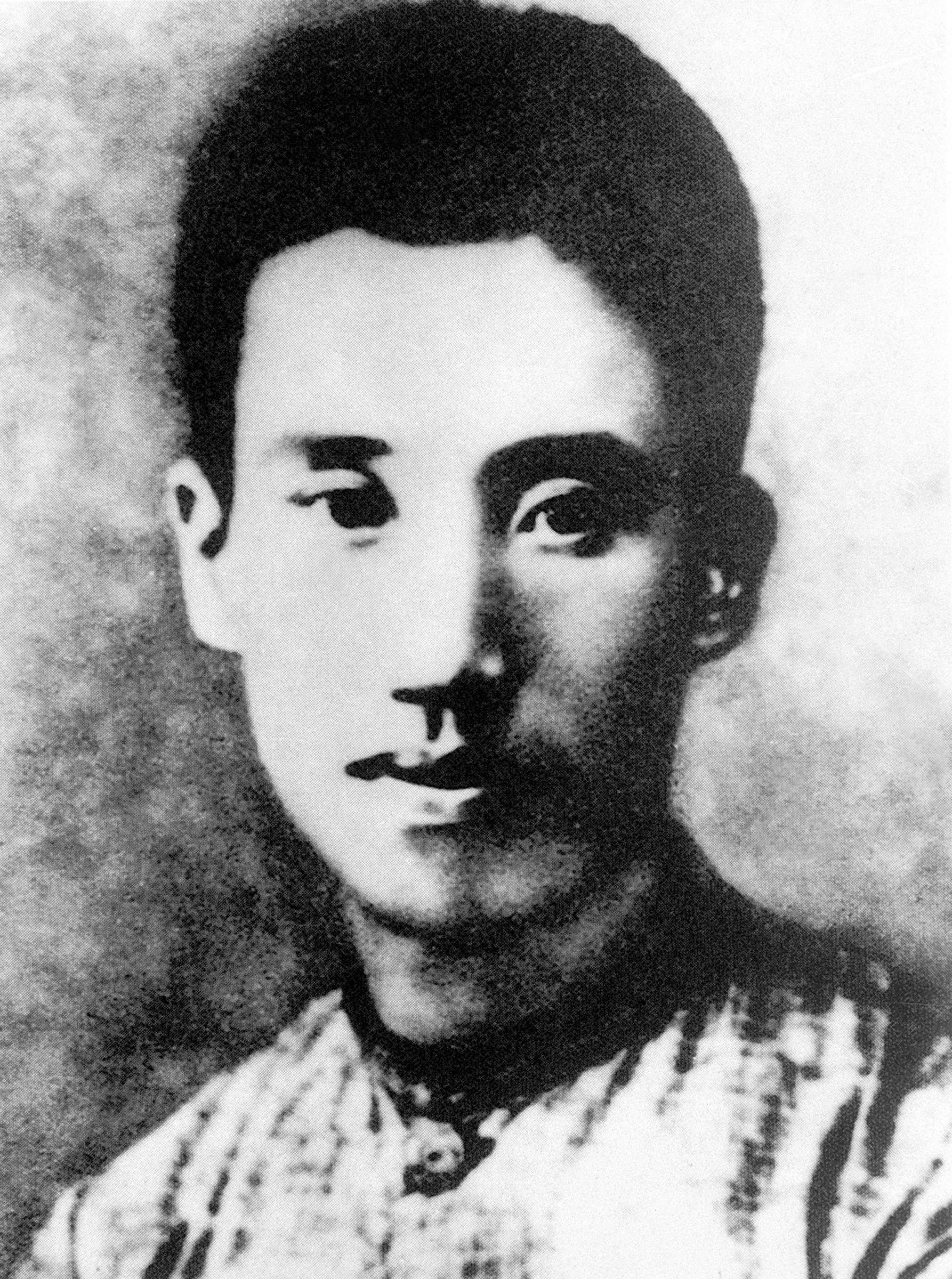
Peng Pai in den 1920er-Jahren

Peng Pai (Chinesisch: 彭湃; Pinyin: Péng Pài) (* 22. Oktober 1896 in Haifeng; † 30. August 1929 in Shanghai) war ein Pionier der chinesischen Bauernbewegung, Revolutionär und einer der Führer der Kommunistischen Partei Chinas KPCh in ihren Anfängen.
Unter anderem gründete er den Hailufeng-Sowjet, die erste sowjetische Regierung Chinas. Peng Pai war einer der chinesischen Intellektuellen, denen in den frühen 1920er Jahren bewusst wurde, dass die Sorgen und Nöte der Landbevölkerung am meisten für die Probleme in der chinesischen Gesellschaft verantwortlich waren. Er war der Überzeugung, dass der Erfolg jeder Art von Revolution in China von der Bauernschaft als ihrer Basis abhängig war.

## Kindheit und Jugend
Peng Pai wurde als Sohn von Peng Shouyin (澎寿殷) und Zhou Feng (周凤) in Haifeng (Provinz Guangdong) geboren. Haifeng war reich an natürlichen Ressourcen, dennoch lebte ein Großteil der Bevölkerung in Armut. Das lag vor allem an der zu hohen Steuerlast und der Ausbeutung der Bauern durch Regierungsbeamte und Großgrundbesitzer. Die Familie Peng war kantonesischer Herkunft und hatte ungefähr 30 Angehörige. Sie besaß große Ländereien, die von über 1500 Pächtern bestellt wurden. Als Sohn und Erbe dieses Reichtums scheint Pengs Einsatz für die Rechte der Landbevölkerung zunächst verwunderlich.
Seine sozialpolitische Ansichten wurden teilweise von den frühen Beobachtungen des verarmten Lebens der Familie seiner Mutter Zhou Feng (周凤) geprägt. Diese wurde im Alter von 18 Jahren als Konkubine an Pengs Vater verkauft. Zu diesem Zeitpunkt hatte Peng Shouyin bereits zwei Söhne mit seiner ersten Frau. Auch wenn sie durch ihre Heirat der Oberschicht angehörte, wurden Zhou Feng aufgrund ihrer Herkunft der dazu gehörige Status und die damit verbundenen Privilegien vorenthalten. Peng Pai, dem dieser Status durch seine Geburt automatisch zuteilwurde, nutzte jede Gelegenheit, persönlichen Kontakt mit der weniger privilegierten Landbevölkerung aufzunehmen. Seine Mutter gebar drei Söhne: Peng Hanyuan (彭汉垣), Peng Pai und Peng Shu (彭述). Peng Hanyuan und Peng Shu traten später aktiv der von Peng Pai ins Leben gerufenen und geführten Bauernbewegung bei. Alle drei Brüder ließen ihr Leben für diese Bewegung und werden offiziell von der Volksrepublik China als Märtyrer der Revolution geehrt.
Bereits während seiner für reiche chinesische Familien typischen traditionellen Erziehung erwies sich Peng Pai als intelligenter Junge mit einer hohen Auffassungsgabe. Sein Vater starb, als er erst 10 Jahre alt war; von da an übernahm sein Großvater die Erziehung.
Im Jahr 1912 wurde Peng im Alter von 16 Jahren mit Cai Suping (蔡速平) verheiratet. Obwohl er gegen arrangierte Ehen war, gehorchte er dem Willen seiner Familie. Allerdings ließ er es sich nicht nehmen, Cai Suping in eine für damalige Zeiten „emanzipierte“ Frau zu verwandeln. So verbot er ihr beispielsweise, sich die Füße zu binden. Außerdem brachte er ihr Lesen und Schreiben bei und lehrte sie seine soziopolitischen Ansichten. Zum Erstaunen der Stadtbewohner sah man die zwei oft Hand in Hand über die Straßen Haifengs spazieren. Durch diese Maßnahmen bekam die „Anti-Fußbinden-Bewegung“ zunehmend lokale Unterstützung und das Bewusstsein für die Idee der Gleichheit der Geschlechter wurde größer.
Zum ersten Mal wurde Peng im Jahr 1916 politisch aktiv. Zu der Zeit war er noch Schüler der Lu’an Normal School. Die lokale Oberschicht plante, einem korrupten und gewalttätigen Offiziellen eine Statue zu errichten, um seine Sympathie zu erlangen und ihn positiv zu stimmen. Die Bewohner Haifengs sahen sich durch dieses Vorhaben gedemütigt, waren aber zu verängstigt, um dagegen zu protestieren. Als Peng Pai und seine Mitschüler davon erfuhren, organisierten sie Streiks und Proteste, um die Errichtung der Statue zu verhindern. Diese fanden ihren Höhepunkt in einer nächtlichen Aktion, bei der die Schüler den Schrein mit der Statue stahlen und deren Nase abschnitten. Daraufhin sahen sich die Verantwortlichen gezwungen, den Protesten der Schüler nachzugeben. Der Erfolg dieser Aktion bestärkte Peng Pai in seiner Tendenz zur Anwendung radikaler Methoden.

## Studium in Japan (1917–1921)
Im Jahr 1917 entschied sich Peng, in Japan zu studieren, was zu der Zeit gesellschaftlich hoch angesehen war. Obwohl seine Familie diese Pläne nicht unterstützte und ihm jegliche Form der finanziellen Hilfe verweigerte, schaffte er es, durch Kontaktaufnahme zu einem junge Chinesen finanziell fördernden General, seinen Traum zu verwirklichen. Zunächst studierte er ein Jahr an der Seijo Akademie, bis er an der Waseda-Universität angenommen wurde, wo er die Fächer Politik und Wirtschaft belegte.
Während seiner Zeit in Japan wurde er Zeuge mehrerer historischer Ereignisse, die nicht nur seine Weltanschauung, sondern auch China und die Japanisch-Chinesischen Beziehungen gravierend prägen sollten. Man könnte sagen, dass die Jahre als Student den Grundstein seines politischen Werdegangs in der Kommunistischen Partei Chinas legten.
Eines dieser Ereignisse war die Russische Revolution 1917 und deren Auswirkungen auf Japan und China. Die Revolution wurde von vielen Chinesen begrüßt, da sie als ein Modell für den Kampf gegen den Imperialismus Japans und des Westens gesehen wurde. Japan hingegen fühlte sich durch die neu entstandene Sowjetunion bedroht und sah seine territorialen Ansprüche in Sibirien, der Mandschurei und der Mongolei in Gefahr. Als Reaktion darauf schloss die japanische Regierung heimlich mit dem pro-japanischen Premierminister Chinas ein Abkommen über militärische Unterstützung bei einem potentiellen Angriff Russlands. Bei den in Japan studierenden Chinesen stieß dieses Abkommen auf große Proteste. Obwohl die japanischen Behörden möglichen Demonstrationen durch chinesische Studenten mit einem Versammlungsverbot vorzubeugen versuchten, schafften diese es dennoch, ein geheimes Treffen abzuhalten. Als dieses von der japanischen Polizei aufgedeckt wurde, wurden alle Teilnehmer festgenommen. Sie wurden an dem Wohnheim vorbeigeführt, in dem Peng Pai wohnte. Als dieser sah, wie sie gefesselt, humpelnd und blutend vorbeizogen und dennoch Mut und Überzeugung ausstrahlten, machte es großen Eindruck auf ihn. Geprägt von dem Miterlebten entschloss er sich, sich der Studentenbewegung anzuschließen, in der er ein aktives Mitglied wurde.
Ein weiteres wichtiges Ereignis waren die japanischen Reisunruhen (米騒動 kome sōdō) im Jahr 1918. Nach Ende des Ersten Weltkrieges kam es in Japan zu einer starken Inflation. Die Preise für Reis konnten am Anfang stabil gehalten werden, stiegen dann aber umso rascher an. Die Bauern konnten von dem Anbau nicht mehr profitieren, da die Preise für Ausrüstung und Dünger noch stärker angestiegen waren. Die einzigen, die Gewinn machten, waren die Großgrundbesitzer. Der Unmut der in Armut lebenden Landbevölkerung gegenüber der reichen Oberschicht wurde zunehmend größer. Obwohl Peng Pai von der materiellen Entwicklung Japans beeindruckt war, machten ihn die Reisunruhen darauf aufmerksam, dass der Reichtum des Landes nicht allen Teilen der Bevölkerung zugutekam und tatsächlich nur einige wenige davon profitierten. Nach dieser Erkenntnis beschäftigte er sich zunehmend mit der Thematik des Sozialismus. Er kam zu dem Schluss, dass der einzige Weg, China das Überleben zu gewährleisten, der Sozialismus war und dass es zu dessen Etablierung einer kompletten sozialen, politischen und wirtschaftlichen Revolution bedurfte.
Im Jahr 1921 beendete Peng sein Studium und kehrte in seine Heimatstadt zurück. Kurz nach seiner Ankunft veröffentlichte er einen Artikel, an dem sich seine in Japan neugewonnenen Ideologien erkennen ließen. Es handelte sich dabei um eine Mischung aus anarchistischem und sozialistischem Gedankengut. In dem Artikel verlangte er unter anderem die Abschaffung des Gesetzes, der Regierung und des Staates. Er beschreibt das Gesetz als Instrument, mit dessen Hilfe die herrschende Klasse die einfache Bevölkerung unterdrücke und durch das der Staat die Bauern ausbeute. Außerdem trat er für die Aufhebung privaten Eigentums ein und rief wiederholt zur sozialen Revolution und zum Umsturz des Systems auf.
Bevor er nach Japan ging, war er der Überzeugung, dass Reformen in dem bestehenden System die Lösung für Chinas Probleme seien. Doch die Erlebnisse und Erfahrungen während seines Studiums verwandelten ihn in einen leidenschaftlichen Revolutionär.

## Bildungsbeauftragter in Haifeng (1921–1922)
Im Oktober wurde er als neuer Beauftragter des Bildungsamts des Landkreises Haifeng (Langzeichen: 海豐縣, Kurzzeichen 海丰县, Pinyin: Hǎifēng Xiàn) eingesetzt. Er erschuf neue Schulen, verbesserte die Lehrpläne, und rekrutierte junge Lehrer und Direktoren mit pro-sozialistischen Idealen. Außerdem organisierte er eine Parade zum 1. Mai für die Bezirksstadt, an der sowohl seine Schüler als auch Jungen und Mädchen aus reichen Familien beteiligt waren.

## Die Anfänge der Bauernbewegung (1922–1926)

### Anfängliches Misstrauen
Im Sommer 1922 wurde Peng Pai seiner Aufgabe als Bildungsbeauftragter enthoben. Ausschlaggebend war die von ihm organisierte Parade zum 1. Mai. Er ging daraufhin aufs Land und versuchte sich dort neu zu organisieren und Anhänger für seine Sache zu gewinnen. Dies stellte sich als schwieriges Unterfangen heraus, da die Bauern zuvor noch nie von Nation oder Kommunismus gehört hatten und der Begriff Revolution ihnen ebenfalls völlig unbekannt war.
Pengs erste Versuche waren entmutigend und verdeutlichten das Misstrauen der Dorfbewohner gegenüber den Revolutionären, welche die Dorfbewohner als die unnahbare „Elite“ ansahen. Sie schlugen Türen vor Peng Pai zu und wandten sich ab, wenn sie ihm begegneten. Sie hielten ihn für einen Steuer- und Schuldeneintreiber der Großgrundbesitzer.
Die Bewohner waren schockiert, als er ihnen erklärte, dass er genau das Gegenteil davon wollte: Er war der Überzeugung, dass nicht sie den Großgrundbesitzern etwas schuldeten, sondern vielmehr die Großgrundbesitzer ihnen aufgrund der jahrelangen rücksichtslosen Ausbeutung. Sowas hatten sie zuvor noch nie gehört („Niemanden etwas schuldig zu sein ist schon gut genug, wie kann es dann sein, dass jemand MIR was schuldet?“). Aus Angst und Misstrauen gegenüber diesem Fremden mieden sie Peng Pai, da sie sich dabei auf ihre bisher erhaltenen Erfahrungen verließen. Sie waren der Meinung, dass es Schicksal wäre, wer als Bauer und wer als Großgrundbesitzer geboren wurde. Und auch wenn dieser Fremde sie dazu drängte, für ihre Freiheit einzustehen, würde es daran nichts ändern können. Jeder, der daran glaubte, müsste in den Augen der Bauern verrückt sein.

### Anpassungsphase und Gewinnung von Anhängern
So musste Peng auf eine andere Art und Weise vorgehen, um das Vertrauen der Bauern gewinnen zu können. Fortan passte Peng Pai sich den ländlichen Verhältnissen an. Er kleidete sich im Stil eines Bauern, änderte seine Art zu sprechen, ließ sich von einem der Bauern vorstellen und wartete immer bis zum Feierabend der Bauern ab, um eine Ansprache zu halten. Dabei handelte es sich allerdings weniger um eine Ansprache, als um eine Unterhaltungsshow, bei der er sein Publikum z. B. mit Hilfe einer Puppenshow oder selbst komponierter Lieder überzeugen wollte. So schaffte er es den Bauern seine politischen Ansichten auf eine spielerische und unterhaltsame Art und Weise zu vermitteln. Um zu zeigen, wie ernst er es tatsächlich mit seinem Vorhaben meinte, verbrannte Peng Pai all die Eigentumsurkunden seiner geerbten Ländereien und verkündete den Bauern, dass all das Land, welches sie zur Zeit bestellten, von nun an ihnen gehören sollten.
So wurde der Grundstein für eine Bauernorganisation gelegt und der Strom an Interessenten schien nicht abzureißen, zumal die Vorteile der Mitgliedschaft einer solchen Verbindung nicht abzustreiten waren. Man erhielt nicht nur kostenlose medizinische Versorgung, sondern auch Hilfe bei alltäglichen Aktivitäten. Es wurde sogar eine kleine Klinik sowie eine Apotheke errichtet, die so gut besucht waren, dass man sich fortan ausweisen musste, um diese besuchen zu dürfen. Außerdem lernten die Bauern lesen, schreiben und rechnen, damit sich das Machtgefälle gegenüber den Großgrundbesitzern und Kaufleuten verringern konnte. Auch bekam man als Mitglied der Bauernorganisation persönlichen Schutz, falls benötigt. Nach solchen ungewöhnlichen und ernsthaften Bemühungen schaffte Peng Pai es die erste bezirksweite Bauernverbindung Chinas zu gründen, der „Bauernverband des Kreises Haifeng“. In einer eigens aufgezogenen Zeitschrift, der Red Heart Weekly, verteidigte er seinen Standpunkt zum Sozialismus.
Pengs engste Anhänger waren die, die nicht nur wegen der vielen Vorteile der Bauernverbindung beitraten, sondern die denselben Drang wie er verspürten, die Rechte der Bauernklasse zu verbessern und zu verteidigen. Diese sah Peng Pai persönlich als seine ersten Kameraden an.

### Weitere Aktivitäten der Bauernverbindung und politischer Aufstieg Peng Pais

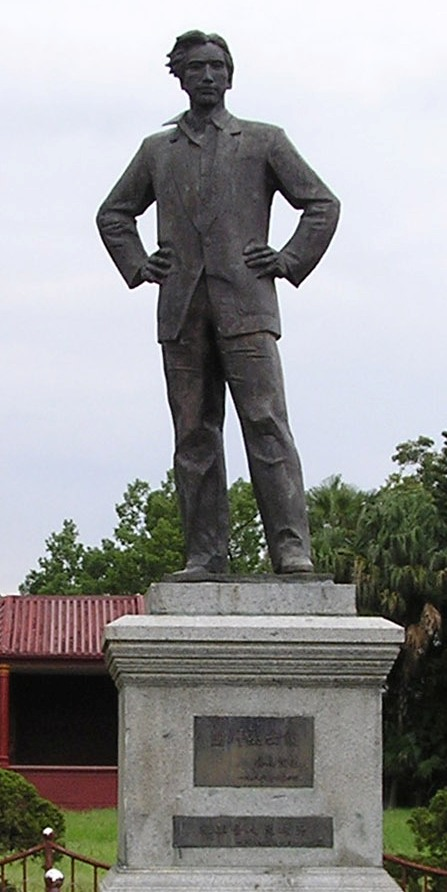
Statue von Peng Pai in Haifeng

Die Verbindung trat für niedrigere Pachtzinsen ein und boykottierte die Großgrundbesitzer. Zudem gewann die Bauernorganisation auch Gerichtsfälle, in denen sich die Bauern weigerten eine Mieterhöhung ihres zu bestellenden Landes anzunehmen. Die Bauern wurden ab sofort immer mehr in geschäftliche Angelegenheiten involviert, was ihnen zu einer stärkeren öffentlichen Präsenz verhalf und außerdem genug Selbstvertrauen gab, persönlich für ihre Rechte einzustehen und sich nicht mehr widerstandslos ausbeuten zu lassen.
Am Neujahrstag 1923 wurde er schließlich zum Präsidenten der Bauernverbindung gewählt, welche zu dieser Zeit nach eigenen Angaben aus ungefähr 20.000 Familien, also ungefähr 100.000 einzelnen Mitgliedern bestand. Das machte ein Viertel der gesamten Bevölkerung des Landkreises aus.
Als im Juli 1923 ein Taifun das Land verwüstete und sich die Erträge der Landwirtschaft um 70 Prozent reduzierten, sollten auch die Bauern nur 30 Prozent ihres Lohnes erhalten. Das löste große Proteste aus; die Landwirte weigerten sich und verlangten, dass sie trotzdem ihren vollen Lohn ausgezahlt bekommen sollten.
Er hatte die Gesellschaft Haifengs in zwei Lager geteilt: Die Bauern und die Großgrundbesitzer, gegenseitige Gegner, deren Interessen nicht unterschiedlicher sein konnten.
Im Jahr 1924 trat er der Kuomintang (KMT oder nationalistische Partei) bei und diente dort als Minister der Abteilung für die Landbevölkerung, nachdem sich 1923 die Allianz der Kuomintang mit der Kommunistischen Partei gebildet hatte.
Die KMT wurde zu der Zeit von Sun Yat-sen geführt und verfolgte die Politik einer stärkeren Zusammenarbeit mit Russland, einer Kooperation mit den Kommunisten und die Unterstützung der Bauern- und Arbeiterbewegungen.
Der Zentralausschuss entschied sich zudem, basierend auf Peng Pais Ideen und Vorschlägen, ein „Institut der Bauernbewegung Guangzhou“ (Chinesisch: 广州农民运动讲习所) zu gründen, wo junge Idealisten dazu vorbereitet und ausgebildet wurden, hinaus zu den Massen der Landbevölkerung zu ziehen und ihnen die Ideologie und Philosophie der Partei zu lehren. Peng Pai war dabei der Direktor der ersten und fünften PMTI-Periode, Mao Zedong war der Direktor der sechsten.

## Ausbruch des Chinesischen Bürgerkriegs (1927)
Am 12. April 1927 startete die Kuomintang einen Schlag gegen die Kommunistische Partei. Dieser Tag wurde in der kommunistischen Geschichtsschreibung als Massaker von Shanghai und als Ausgangspunkt für den Bruch der Ersten Einheitsfront zwischen der Kuomintang und der KPCh bezeichnet. Erwiesenermaßen ordnete jedoch die Komintern nach dem 12. April die chinesischen Kommunisten explizit an, in der Kuomintang zu bleiben. Erst nachdem sich im Sommer der linke Flügel der Kuomintang gegen die Unterwanderungsmethoden der Kommunisten wandte, wurde am 7. August 1927 von der Komintern der Bruch und der Kampf gegen die Kuomintang beschlossen. Am 11. September 1927 initiierte die Komintern den Herbsternte-Aufstand, womit der Chinesische Bürgerkrieg begann.
Peng wurde während des 5. Nationalkongresses in Wuhan zum Mitglied des Zentralausschusses der KPCh gewählt und später auch als Mitglied des KPCh Front Committee eingesetzt, welches von Zhou Enlai geführt wurde. Dieser organisierte und leitete den Nanchang-Aufstand am 1. August des Jahres. Am 7. August, auf dem Notfalltreffen der Partei, wurde Peng Pai zu einem stellvertretenden Mitglied des Politbüros der KPCh gewählt.
Peng folgte den Truppen des Nanchang-Aufstand zurück nach Guangdong, wo er die Hailufeng-Soviet-Arbeiter-Bauern-Regierung gründete und eine territoriale Basis errichtete, nachdem er Mitte November in Haifeng und Lufeng erfolgreich bewaffnete Aufstände organisiert und geleitet hatte. Es handelte sich um die erste sowjetische Regierung Chinas, Peng Pai selbst war ihr Präsident. Im Auftrag von Peng Pai mordete und folterte die Hailufeng Soviet unter dem Namen der „Roten Garde“ Gegner ihrer Regierung. Jung Chang und Jon Halliday beschreiben in ihrem Buch „Mao: The Unknown Story“, dass während der kurzen Zeit von Pengs Führung und der ebenso kurzlebigen Hailufeng Soviet Dörfer dem Erdboden gleichgemacht wurden und viele zehntausend Menschen ihr Leben verloren.
Im Frühling 1928, nur 4 Monate nach der Einführung der Hailufeng Soviet, wurde diese wieder von Truppen der KMT mit überwältigender Überlegenheit gestürzt. Auf den Befehl des KPCh Zentralausschusses begab Peng Pai sich daraufhin von Guangdong nach Shanghai. Im Juli 1928 wurde Peng Pai als vollwertiges Mitglied des Politbüros gewählt und war Minister für die zentralen Landesbewegungen und diente zudem als Mitglied der Zentralmilitärischen Angelegenheiten der KPCh.

## Gefangennahme und Tod
Im Jahr 1929 wurde Peng Pai von einem seiner Untergeben, Bai Xin (白鑫) verraten. Peng Pai, Yang Yin und drei andere Führer der KPCH wurden am 24. August in Shanghai verhaftet. Pai weigerte sich während der Gefangenschaft, seine Mordbefehle zuzugeben. Zhou Enlai, der die Central Special Task Units (CSTU) leitete, organisierte einen erfolglosen Rettungsversuch Peng Pais. Am 30. August 1929 wurde er in Shanghai hingerichtet. Um die Ermordung Peng Pais zu rächen, beauftragte Zhou Enlai am 11. November desselben Jahres Chen Geng und Gu Shunzhang mit der Ermordung von Bai Xin.

## Anti-Peng-Pai-Vorfall in der Kulturrevolution
Während der chinesischen Kulturrevolution brach in Shanwei, Guangdong, der „Anti-Peng-Pai-Vorfall (反彭湃事件)“ aus, der sich gegen die Verwandten von Peng Pai richtete. Peng Pais Mutter wurde eingesperrt und verfolgt, und sein dritter Sohn Peng Hong (彭洪) wurde getötet und heimlich begraben. Ein Cousin und ein Neffe von Peng Pai wurden ebenfalls bei einem Massaker getötet, bei dem über 160 Menschen starben. Der Kopf des Neffen wurde am Strommast aufgehängt und drei Tage lang der Öffentlichkeit gezeigt. Während der „Boluan Fanzheng“-Periode wurden die Opfer des Massakers rehabilitiert.
Einige Wissenschaftler haben jedoch darauf hingewiesen, dass der Vorfall eine Vergeltung durch die Bürger vor Ort war. Der historische Hintergrund war, dass Peng Pai die Politik des „Roten Terrors“ auferlegte, als er die Bauernbewegung anführte, die mindestens Tausende von Grundbesitzern und anderen Menschen tötete.